# Háje metróállomás
Háje egy metróállomás Prágában a prágai C metró vonalán.

## Szomszédos állomások
A metróállomáshoz az alábbi állomások vannak a legközelebb:
- Opatov (Letňany)

## Átszállási kapcsolatok
| C (Letňany ↔ Háje) | |                         |
| Állomás            | Átszállási kapcsolatok                                                                                       | Fontosabb létesítmények |
| Háje               | 125, 136, 154, 165, 170, 175, 183, 197, 203, 213, 226, 227, 240, 381, 382, 383, 387, 905, 906, 911, 955, 959 |                         |